# Langue des signes grecque
La langue des signes grecque est une langue des signes utilisée par les sourds et leurs proches en Grèce. Elle est reconnue par la loi no 2817 en 2000[réf. souhaitée].

## Statut de langue
La langue des signes grecque est reconnue par le parlement grec le 2 octobre 2008 avec l'article 7 de la loi 3699/2008 : « La langue des signes grecque et le grec démotique sont reconnus comme équivalents l'une à l'autre, l'approche pédagogique linguistique appropriée est l'éducation bilingue. »
La fédération hellenique des sourds demande en février 2014 que la langue des signes grecque soit reconnue dans la constitution.

## Fédération hellenique des sourds
La Fédération hellenique des sourds est fondée en 1968, elle est actuellement présidée par Yannis Yallouros, qui a été candidat au poste de député européen avec la coalition de l'Olivier, mais n'a pas été élu.